# Глазун, Алина Юрьевна
Алина Юрьевна Глазу́н (20 апреля 1988, Кировоград) — российская современная художница.

## Биография
Алина Глазун родилась в 1988 году в Кировограде в семье лётчика и домохозяйки. В 1992 переехала с семьёй в Москву.
С 2004 по 2010 годы изучала историю искусств и занималась академическим рисунком на факультете искусств Московского государственного университета им. М.В. Ломоносова. Во время учёбы в университете начала создавать инсталляции и скульптуры из найденных объектов и текстов. С 2010 года участвует в российских и зарубежных выставках современного искусства. Помимо собственной художественной деятельности, организовывала выставки молодых художников. С 2013 по 2016 была куратором двух муниципальных галерей «Богородское» и «Измайлово», вошедших в состав объединения «Выставочные залы Москвы».
До 2018 года активно занималась образовательными проектами, читала лекции по истории искусства. С 2013 ведёт активную волонтёрскую деятельность, направленную на поддержку бездомных животных. Является основателем проекта помощи московским кошкам «Moscow Breed».

## Творческая деятельность
Искусство Алины Глазун проходит на стыке дадаистких практик, экспериментов московского концептуализма и отсылается к классической истории искусств.
Глазун работает с малыми формами (камерные объекты и скульптуры), а также в жанре тотальной инсталляции и паблик-арта.
В фокусе творческой деятельности художницы — «уникальность и непредсказуемость материального мира, многообразие и психоделичность форм его проявлений». Глазун создаёт инсталляции и скульптуры из материалов, обладающих интенсивной фактурой и визуальностью.
Ещё одним важным вектором художественной практики Алины Глазун является работа с текстами. Художница использует случайные фразы из газет и журналов, детскую магнитную азбуку и фишки из настольных игр. В объектах и инсталляциях Глазун «слова освобождаются от своего фиксированного смысла и начинают функционировать подобно тесту Роршаха в психологии. Зритель попадает в ловушку собственных ассоциаций, мыслей, переживаний».
Помещая слово в определенный визуальный контекст, ты обнуляешь его фиксированный смысл, опустошаешь, потрошишь, и в конце концов слово освобождается. Происходит своеобразная трансгрессия. Неприметное слово «ветерок», попадая на черный бархат, внезапно вырастает до чего-то необъятного, монументального, патетичного.
— Автор, из интервью журналу «Собака», апрель 2020.
Работы художницы представлены в Московском музее современного искусства, фонде Владимира Смирнова и Константина Сорокина, а также на Stiftung Arina Kowner и Aksenov Family Foundation.

### Персональные выставки
- 2018 — «Все умрут, а я — изумруд», галерея Максима Боксера, Москва.
- 2018 — «Verstecken und Suchen», Stiftung Arina Kowner, Цюрих, Швейцария
- 2018 — «Блестит и Хватит», Торговый Центр «Лимеранс», Екатеринбург
- 2018 — «Ожидание/Реальность» (совместно с И. Симоновым), галерея Triangle, Москва
- 2018 — «Если закрыть глаза, возможно оно исчезнет», Фонд Владимира Смирнова и Константина Сорокина, Москва
- 2019 — «Птичка поёт о любви и о смерти». Пассаж, Санкт-Петербург[6][7].
- 2019 — «А что если Бзззз?..» , Фестиваль Детское Архстояние, Никола-Ленивец[8][9].

### Групповые выставки
- 2010 — «Введение в призрачность».
- 2011 — «Dada Moscow переписывая миры» спецпроект в рамках Московской международной Биеннале современного искусства, Центр Дизайна Артплэй, Москва.
- 2013 — «Любовь земная, небесная и всякая» ЦТИ «Фабрика».
- 2014 — «Быть весёлыми, ничего не уничтожать, не разбивать и не кусаться» Сокол, Москва.
- 2015 — «C’est la vie», Atelier Suterana, Вена, Австрия.
- 2016 — «Raw Magic», галерея Iragui, Москва.
- 2017 — «Азбука Гомеопатии», ЦТИ «Фабрика», Москва.
- 2018 — фестиваль «Форма», Москва.
- 2018 — «Простые цифры» спецпроект VIII Международная Ташкентская Биеннале современного искусства, Ташкент.
- 2018 — «Добровольный самоконтроль 18+/-» (музей), Москва.
- 2018 — «Консервация», галерея Максима Боксера, Москва.
- 2018 — «Отцы и дети», новое крыло дома Гоголя, Москва.
- 2019 — «Посмотри наверх, падает небо», галерея Myth, Санкт-Петербург.
- 2019 — «Russian Witches», Centrepoint, Базель, Швейцария[10].
- 2019 — «Новый вещизм», галерея Omelchenko, Москва.
- 2019 — «Пусть счастливая звезда сияет в высоте», галерея Гум-Red-Line, Москва.
- 2020 — «Полоса упускания», Cube, Москва.
- 2020 — «Мечты коллекционера. Wishlist Максима Боксера» , In Artibus Foundation, Москва.
- 2020 — «Русские сказки. От Васнецова и до сих пор», Государственная Третьяковская Галерея, Москва.
- 2021 — «Летняя коллекция», Московский музей современного искусства, Москва